# Синяевка
Синяевка — река в России, протекает по Пензенской области. Устье реки находится в 960 км от устья реки Хопёр по правому берегу. Длина реки составляет 13 км, площадь водосборного бассейна — 94,7 км². Основной приток — речка Люляйка.

## Данные водного реестра
По данным государственного водного реестра России относится к Донскому бассейновому округу, водохозяйственный участок реки — Хопёр от истока до впадения реки Ворона, речной подбассейн реки — Хопер. Речной бассейн реки — Дон (российская часть бассейна).
Код объекта в государственном водном реестре — 05010200112107000005193.